# Снајдер (Тексас)
Снајдер (енгл. Snyder) град је у америчкој савезној држави Тексас. По попису становништва из 2010. у њему је живело 11.202 становника.

## Демографија
Према попису становништва из 2010. у граду је живело 11.202 становника, што је 419 (3,9%) становника више него 2000. године.
| Група             | 2000.         | 2010.         |
| Белци             | 6.732 (62,4%) | 5.987 (53,4%) |
| Афроамериканци    | 506 (4,7%)    | 428 (3,8%)    |
| Азијати           | 27 (0,3%)     | 51 (0,5%)     |
| Хиспаноамериканци | 3.427 (31,8%) | 4.641 (41,4%) |
| Укупно            | 10.783        | 11.202        |